# Ricardo Morris
Ricardo Morris (24 aprile 1994) è un calciatore barbadiano, difensore del Barbados Defence Force e della Nazionale barbadiana.

## Carriera

### Club
Nel 2014 viene ingaggiato dal Barbados Defence Force.

### Nazionale
Debutta in nazionale il 1º settembre 2012, nell'amichevole Saint Vincent e Grenadine-Barbados. Segna la sua prima rete con la maglia della Nazionale il 5 settembre 2014, in Martinica-Barbados.